# 야사와촌 (후쿠시마현)
야사와촌(八沢村)은 후쿠시마현 동부, 소마군에 존재했던 촌이다. 현재의 미나미소마시 북동부에 해당한다.

## 역사
- 1889년 4월 1일 - 정촌제 시행에 의해 나메가타군 야사와촌이 성립하였다.
- 1896년 4월 1일 - 군 통합에 의해 소마군이 성립하여 소속이 변경되었다.
- 1954년 3월 31일 - 가시마정, 마노촌, 가미마노촌과 합병해, 새로운 가시마정이 성립하여 동일 야사와촌은 폐지되었다.

## 교통

### 철도
일본국유철도 조반선이 촌역을 통과하지만 역은 소재하지 않았다. 가시마역이 지근에 소재한다.

### 도로
- 국도 제6호선

## 참고문헌
- 가도카와 일본 지명 대사전 7 福島県